# Max von Laue
Max von Laue (Coblença, 9 d'octubre de 1879 - Berlín, 24 d'abril de 1960) fou un professor universitari i físic alemany guardonat amb el Premi Nobel de Física l'any 1914.

## Biografia
Nascut el 9 d'octubre de 1879 a la ciutat alemanya de Pfaffendorf (actualment Coblença), va estudiar física, química i matemàtiques a les universitats d'Estrasburg, Göttingen i Múnic, i fou deixeble de Max Planck. Posteriorment, a partir de l'any 1912, va ser professor de física a la Universitat de Zúric i entre 1919 i 1943 director de física teòrica en la Universitat de Berlín. Després de la seva jubilació, l'any 1943, va rebre el nomenament de professor honorari en la Universitat de Göttingen.

## Recerca científica
Va desenvolupar un mètode per a amidar la longitud d'ona dels raigs X, utilitzant, per primera vegada, cristalls salins prims com a reticle de difracció, i arribà a demostrar que aquests raigs eren de naturalesa anàloga als de la llum, però no visibles, ja que la seva longitud d'ona és extremadament curta.
Va treballar sobre els diagrames, imatges simètriques, produïdes en les plaques fotogràfiques pels raigs X que han sofert la reflexió o la refracció en un material cristal·lí. Així mateix, també va investigar en el camp de la teoria de la relativitat.
L'any 1914, fou guardonat amb el Premi Nobel de Física pels seus descobriments de la difracció dels raigs X a través de cristalls. Quan Alemanya va envair Dinamarca durant la Segona Guerra Mundial, el químic hongarès George de Hevesy va dissoldre les medalles dels premis Nobel Max von Laue i James Franck en aigua règia, per a així evitar que els nazis les robessin, col·locant aquesta solució en una prestatgeria del seu laboratori de l'Institut Niels Bohr. Després de la Segona Guerra Mundial, va tornar al laboratori i va precipitar l'or per a treure'l de la barreja. L'or va ser retornat a la Reial Acadèmia de les Ciències de Suècia i la Fundació Nobel va lliurar noves medalles a von Laue i a Franck.
Max von Laue es morí el 24 d'abril de 1960 a Berlín a conseqüència de les ferides produïdes per un accident de cotxe del dia 8 d'abril.

## Reconeixements
En honor seu, s'anomenà el cràter Laue de la Lluna. El 12 d'octubre de 1990, s'anomenà l'asteroide (10762) von Laue en honor seu i fou descobert per Freimut Börngen i Lutz D. Schmadel.